# Defftig Ollnborger Gröönkohl-Äten
Das Defftig Ollnborger Gröönkohl-Äten in Berlin ist eine Veranstaltung der niedersächsischen Stadt Oldenburg, die vor allem der Kontaktpflege in der Bundeshauptstadt dient. Dazu kommen jedes Jahr Oldenburger Wirtschaftsführer, Politiker, Wissenschaftler und Kulturschaffende mit Vertretern der Landes- und Bundespolitik zusammen. Dabei wird traditionell Grünkohl und Pinkel serviert.

## Geschichte
Auf die Anfrage des damaligen Oberstadtdirektors Jan Eilers, ob Bundespräsident Theodor Heuss zu einem Besuch nach Oldenburg kommen würde, antwortete dieser: „Lassen Sie sich etwas echt Oldenburgisches einfallen und kommen Sie damit nach Bonn. Dann mache ich auch mit.“. Daraufhin wurde die Idee des Grünkohlessens im Jahr 1956 geboren. Seitdem wird die Tradition des Defftig Ollnborger Gröönkohl-Äten gepflegt. 1998 wurde die Veranstaltung nach Berlin verlegt und das Essen im Opernpalais unter den Linden serviert. Seit 2002 lädt die Stadt ihre Gäste in die Räume der Niedersächsischen Landesvertretung ein.
Seit 1956 fiel das Gröönkohl-Äten nur viermal aus: 1962 wegen der Sturmflut 1962, 1991 wegen des Zweiten Golfkrieges, 2021 und 2022 infolge der Corona-Pandemie.

## Essen

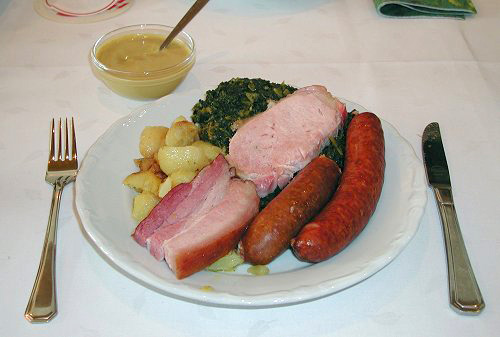
Grünkohlgericht

Traditionell werden die rund 300 Gäste mit 150 Kilogramm Kohl, 500 Pinkelwürsten, 400 Kochmettwürsten, 20 Kilogramm gestreiftem Speck und 70 Kilogramm Kasseler verköstigt. Der Grünkohl wird tags zuvor in Oldenburg gekocht und dann nach Berlin gefahren. Als Nachspeise kommt Rote Grütze auf den Tisch.

## Gesellschaft
Beim Defftig Ollnborger Gröönkohl-Äten wird jährlich eine Grünkohlkönigin oder ein Grünkohlkönig durch das sogenannte Kurfürsten-Kollegium gewählt.

## Kohlkönige
- 1956: Hans Bott, Ministerialdirektor im Bundespräsidialamt
- 1957: Hans-Joachim von Merkatz, Bundesminister der Justiz
- 1958: Theodor Blank, Bundesminister für Arbeit und Sozialordnung
- 1959: Heinrich Hellwege, Ministerpräsident des Landes Niedersachsen
- 1960: Josef Rust, Staatssekretär a. D.
- 1961: Gerhard Schröder, Bundesminister des Innern
- 1962: ausgefallen wegen Hochwasserkatastrophe
- 1963: Heinz Maria Oeftering, Erster Präsident der Deutschen Bundesbahn
- 1964: Eugen Gerstenmaier, Präsident des Deutschen Bundestages
- 1965: Erich Mende, Bundesminister für gesamtdeutsche Fragen
- 1966: Carlo Schmid, Vizepräsident des Deutschen Bundestages
- 1967: Karl Möller, Niedersächsischer Minister für Wirtschaft und Verkehr
- 1968: Walter Grund, Staatssekretär im Bundesfinanzministerium
- 1969: Kurt Partzsch, Niedersächsischer Minister für Soziales
- 1970: Georg Leber, Bundesminister für Verkehr
- 1971: Hans Leussink, Bundesminister für Bildung und Wissenschaft
- 1972: Kai-Uwe von Hassel, Präsident des Deutschen Bundestages
- 1973: Walter Arendt, Bundesminister für Arbeit und Sozialordnung
- 1974: Lauritz Lauritzen, Bundesminister für Verkehr
- 1975: Rötger Groß, Niedersächsischer Minister des Innern
- 1976: Hans Apel, Bundesminister der Finanzen
- 1977: Hans Matthöfer, Bundesminister für Forschung und Technologie
- 1978: Helmut Schmidt, Bundeskanzler
- 1979: Ernst Benda, Präsident des Bundesverfassungsgerichts
- 1980: Werner Remmers, Niedersächsischer Kultusminister
- 1981: Gerhart Baum, Bundesminister des Innern
- 1982: Annemarie Renger, Vizepräsidentin des Deutschen Bundestages
- 1983: Ernst Albrecht, Ministerpräsident des Landes Niedersachsen
- 1984: Helmut Kohl, Bundeskanzler
- 1985: Hans-Dietrich Genscher, Bundesminister des Auswärtigen
- 1986: Oscar Schneider, Bundesminister für Raumordnung, Bauwesen und Städtebau
- 1987: Norbert Blüm, Bundesminister für Arbeit und Sozialordnung
- 1988: Walter Hirche, Niedersächsischer Minister für Wirtschaft, Technologie und Verkehr
- 1989: Ignaz Kiechle, Bundesminister für Ernährung, Landwirtschaft und Forsten
- 1990: Rita Süssmuth, Präsidentin des Deutschen Bundestages
- 1991: ausgefallen wegen Golfkrieg
- 1992: Gerhard Schröder, Ministerpräsident des Landes Niedersachsen
- 1993: Karl-Heinz Funke, Niedersächsischer Minister für Ernährung, Landwirtschaft und Forsten
- 1994: Klaus Kinkel, Bundesminister des Auswärtigen
- 1995: Rudolf Scharping, Vorsitzender der SPD-Bundestagsfraktion
- 1996: Joschka Fischer, Vorstandssprecher der Bundestagsfraktion Bündnis 90/Die Grünen
- 1997: Klaus Töpfer, Bundesminister für Raumordnung, Bauwesen und Städtebau
- 1998: Jürgen Rüttgers, Bundesminister für Bildung, Wissenschaft, Forschung und Technologie
- 1999: Otto Schily, Bundesminister des Innern
- 2000: Michaele Schreyer, Mitglied der Europäischen Kommission
- 2001: Angela Merkel, Vorsitzende des Bundesvorstandes der CDU Deutschlands
- 2002: Sigmar Gabriel, Ministerpräsident des Landes Niedersachsen
- 2003: Guido Westerwelle, Bundesvorsitzender der FDP
- 2004: Manfred Stolpe, Bundesminister für Verkehr, Bau- und Wohnungswesen
- 2005: Christian Wulff, Ministerpräsident des Landes Niedersachsen
- 2006: Günter Verheugen, Vizepräsident der Europäischen Kommission, zuständig für Unternehmen und Industrie
- 2007: Ole von Beust, Erster Bürgermeister von Hamburg
- 2008: Frank-Walter Steinmeier, Vizekanzler und Bundesminister des Auswärtigen
- 2009: Annette Schavan, Bundesministerin für Bildung und Forschung
- 2010: Karl-Theodor Freiherr zu Guttenberg, Verteidigungsminister
- 2011: Philipp Rösler, Gesundheitsminister[4]
- 2012: Günther Oettinger, EU-Kommissar für Energie[5]
- 2013: Peter Altmaier, Bundesminister für Umwelt, Naturschutz und Reaktorsicherheit
- 2014: Hüseyin Avni Karslıoğlu, Botschafter der Republik Türkei in Deutschland[6]
- 2015: Stephan Weil, Ministerpräsident des Landes Niedersachsen
- 2016: Johanna Wanka, Bundesministerin für Bildung und Forschung
- 2017: Andrea Nahles, Bundesarbeitsministerin
- 2018: David McAllister, ehemaliger Ministerpräsident des Landes Niedersachsen
- 2019: Robert Habeck,  Bundesvorsitzender der Grünen[7]
- 2020: Franziska Giffey,  Bundesministerin für Familie, Senioren, Frauen und Jugend
- 2021, 2022: ausgefallen wegen COVID-19-Pandemie
- 2023: Christian Lindner, Bundesminister der Finanzen[8]
- 2024: Boris Pistorius, Bundesminister der Verteidigung[9]
- 2025: Daniel Günther, Ministerpräsident von Schleswig-Holstein[10]